# Xã Arkinda, Quận Little River, Arkansas
Xã Arkinda (tiếng Anh: Arkinda Township) là một xã thuộc quận Little River, tiểu bang Arkansas, Hoa Kỳ. Năm 2010, dân số của xã này là 75 người.